# Kim Collins
Kim Collins (Ogee's, 5 aprile 1976) è un ex velocista nevisiano, campione mondiale dei 100 metri piani a Parigi Saint-Denis 2003 e detentore del record nazionale della specialità.

## Biografia
Ha gareggiato nei 100 e 200 metri piani. Debuttò professionalmente a Göteborg durante i Mondiali del 1995. Nel 2000 a Sydney raggiunge la sua prima finale olimpica, sui 100 metri. L'anno successivo, vince ai Mondiali di Edmonton la sua prima medaglia, piazzandosi 3º nella finale dei 200 metri e registrando la migliore prestazione della sua carriera sulla distanza (20"20).
Nel 2003 partecipa ai Mondiali di Parigi; il favorito e campione in carica dei 100 metri Maurice Greene non si qualifica alla finale e Collins, a sorpresa, vince il titolo fermando il cronometro sul tempo di 10"07. Ai Giochi olimpici di Atene 2004 si piazza sesto. Ai Mondiali di Helsinki 2005 vince la medaglia di bronzo sempre nei 100 metri.
Dopo un 2010 nel quale aveva annunciato il ritiro dall'attività agonistica, rientra nel 2011 e si piazza terzo nella finale dei 100 metri ai Mondiali di Taegu con il tempo di 10"09, alle spalle del giamaicano Yohan Blake e dello statunitense Walter Dix. Successivamente ottiene la medaglia di bronzo nella staffetta 4×100 metri con il tempo di 38"49, un risultato unico e storico per la sua nazione di appena 52 000 abitanti.
Ai XVI Giochi panamericani in Messico, nell'ottobre del 2011 vince la medaglia d'argento nei 100 metri, battuto dal giamaicano Lerone Clarke, dopo che in semifinale con 10 secondi netti aveva battuto il record dei Giochi.
Il 27 luglio 2012 viene scelto come portabandiera per Saint Kitts e Nevis alla cerimonia di apertura dei Giochi olimpici di Londra, manifestazione a cui successivamente non prenderà parte, essendo stato espulso dalla sua delegazione per aver scelto di passare una notte in albergo con la propria moglie (ed allenatrice) invece che al villaggio olimpico.
Il 4 luglio 2013, a 37 anni, migliora di un centesimo il suo record personale, nonché primato nazionale sui 100 m, correndo in 9"97 (+2,0 m/s), in occasione del meeting Athletissima di Losanna, appuntamento incluso nella Diamond League. Nel 2014, alla veneranda età di 38 anni, migliora ancora una volta il suo personale di un centesimo, correndo in 9"96.
Il 29 maggio 2016, sulla pista di Bottrop in Germania, Kim Collins entra ufficialmente nella storia: ad ormai 40 anni compiuti stabilisce il suo primato personale con 9"93 sui 100 metri, primo quarantenne di tutti i tempi a far segnare un tempo sotto i 10 secondi nella specialità.
Nell'agosto dello stesso anno prende parte ai Giochi olimpici di Rio de Janeiro, a vent'anni di distanza dal suo esordio ad Atlanta 1996: si classifica quarto in batteria correndo in 10"18, qualificandosi così col diciannovesimo tempo complessivo. Il giorno successivo giunge sesto nella sua semifinale col tempo di 10"12, venendo eliminato.

## Record nazionali
Seniores
- 60 metri piani indoor: 6"47 ( Łódź, 17 febbraio 2015)
- 100 metri piani: 9"93 (+1,9 m/s) ( Bottrop, 29 maggio 2016)
- 200 metri piani indoor: 20"52 ( Fayetteville, 10 marzo 2000)

## Palmarès
| Anno | Manifestazione          | Sede                | Evento      | Risultato        | Prestazione | Note                                     |
| ---- | ----------------------- | ------------------- | ----------- | ---------------- | ----------- | ---------------------------------------- |
| 1995 | Mondiali                | Göteborg            | 4×100 m     | Batteria         | 40"12       |                                          |
| 1996 | Giochi olimpici         | Atlanta             | 100 m piani | Quarti di finale | 10"34       |                                          |
| 1996 | Giochi olimpici         | Atlanta             | 4×100 m     | Batteria         | 40"12       |                                          |
| 1997 | Mondiali                | Atene               | 200 m piani | Batteria         | 21"73       |                                          |
| 1998 | Giochi CAC              | Maracaibo           | 100 m piani | Semifinale       | 10"77       |                                          |
| 1999 | Campionati CAC          | Bridgetown          | 100 m piani | Argento          | 10"31       |                                          |
| 1999 | Campionati CAC          | Bridgetown          | 4×100 m     | Argento          | 40"83       |                                          |
| 1999 | Mondiali                | Siviglia            | 100 m piani | Batteria         | 10"50       |                                          |
| 1999 | Mondiali                | Siviglia            | 200 m piani | Batteria         | 20"95       |                                          |
| 2000 | Giochi olimpici         | Sydney              | 100 m piani | 7º               | 10"17       |                                          |
| 2000 | Giochi olimpici         | Sydney              | 200 m piani | Semifinale       | 20"57       |                                          |
| 2001 | Campionati CAC          | Città del Guatemala | 100 m piani | Oro              | 10"04       |                                          |
| 2001 | Campionati CAC          | Città del Guatemala | 200 m piani | Oro              | 20"55       |                                          |
| 2001 | Mondiali                | Edmonton            | 100 m piani | 5º               | 10"07       |                                          |
| 2001 | Mondiali                | Edmonton            | 200 m piani | Bronzo           | 20"20       | Record nazionale                         |
| 2002 | Giochi del Commonwealth | Manchester          | 100 m piani | Oro              | 9"98        | Record nazionale                         |
| 2003 | Mondiali indoor         | Birmingham          | 60 m piani  | Argento          | 6"53        | Record nazionale                         |
| 2003 | Campionati CAC          | Saint George's      | 100 m piani | Oro              | 10"13       |                                          |
| 2003 | Campionati CAC          | Saint George's      | 200 m piani | Finale           | dns         |                                          |
| 2003 | Campionati CAC          | Saint George's      | 4×100 m     | 5º               | 39"88       |                                          |
| 2003 | Mondiali                | Saint-Denis         | 100 m piani | Oro              | 10"07       |                                          |
| 2004 | Giochi olimpici         | Atene               | 100 m piani | 6º               | 10"00       |                                          |
| 2005 | Mondiali                | Helsinki            | 100 m piani | Bronzo           | 10"05       |                                          |
| 2007 | Giochi panamericani     | Rio de Janeiro      | 100 m piani | 5º               | 10"31       |                                          |
| 2007 | Giochi panamericani     | Rio de Janeiro      | 4×100 m     | 8º               | 40"20       |                                          |
| 2007 | Mondiali                | Osaka               | 100 m piani | Semifinale       | 10"21       | Miglior prestazione personale stagionale |
| 2008 | Mondiali indoor         | Valencia            | 60 m piani  | Argento          | 6"54        |                                          |
| 2008 | Giochi olimpici         | Pechino             | 100 m piani | Semifinale       | 10"05       |                                          |
| 2008 | Giochi olimpici         | Pechino             | 200 m piani | 6º               | 20"59       |                                          |
| 2009 | Mondiali                | Berlino             | 100 m piani | Quarti di finale | 10"20       |                                          |
| 2009 | Mondiali                | Berlino             | 200 m piani | Quarti di finale | 20"84       |                                          |
| 2011 | Campionati CAC          | Mayagüez            | 4×100 m     | Bronzo           | 39"07       | Record nazionale                         |
| 2011 | Mondiali                | Taegu               | 100 m piani | Bronzo           | 10"09       |                                          |
| 2011 | Mondiali                | Taegu               | 200 m piani | Semifinale       | 20"64       |                                          |
| 2011 | Mondiali                | Taegu               | 4×100 m     | Bronzo           | 38"49       | [ 2 ]                                    |
| 2011 | Giochi panamericani     | Guadalajara         | 100 m piani | Argento          | 10"04       | [ 3 ]                                    |
| 2012 | Giochi olimpici         | Londra              | 100 m piani | Batteria         | dns         |                                          |
| 2015 | Mondiali                | Pechino             | 100 m piani | Batteria         | 10"16       |                                          |
| 2016 | Mondiali indoor         | Portland            | 60 m piani  | 8º               | 6"56        |                                          |
| 2016 | Giochi olimpici         | Rio de Janeiro      | 100 m piani | Semifinale       | 10"12       |                                          |
| 2016 | Giochi olimpici         | Rio de Janeiro      | 4×100 m     | Batteria         | 39"81       |                                          |
| 2018 | Mondiali indoor         | Birmingham          | 60 m piani  | Semifinale       | dns         |                                          |

## Campionati nazionali
1996
- Oro ai campionati nevisiani, 100 m piani - 10"4 m

2009
- Oro ai campionati nevisiani, 100 m piani - 10"15
- Oro ai campionati nevisiani, 200 m piani - 21"01

2012
- Oro ai campionati nevisiani, 100 m piani - 10"12

2015
- Oro ai campionati nevisiani, 100 m piani - 9"98

## Altre competizioni internazionali
2001

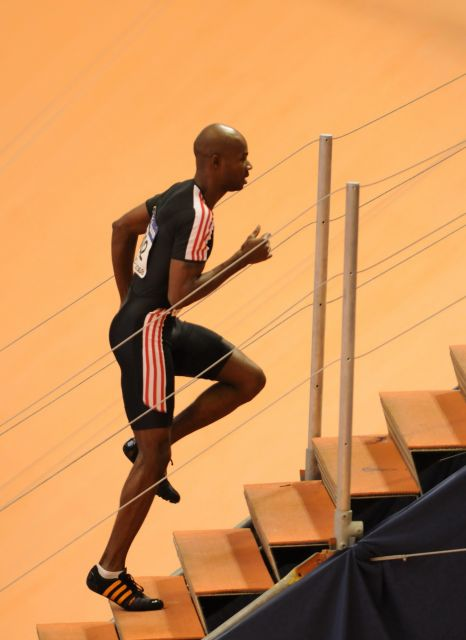
Kim Collins durante i Mondiali indoor di

- 4º al Weltklasse Zürich ( Zurigo), 100 m piani - 10"20

2002
- Argento alla Grand Prix Final ( Parigi), 100 m piani - 9"98
- Argento in Coppa del mondo ( Madrid), 100 m piani - 10"06
- Argento in Coppa del mondo ( Madrid), 4×100 m - 38"32
- Argento all'Athletissima ( Losanna), 200 m piani - 20"49
- Oro al DN Galan ( Stoccolma), 100 m piani - 10"08
- Argento al Weltklasse Zürich ( Zurigo), 100 m piani - 10"06
- Bronzo all'Herculis ( Monaco), 100 m piani - 10"13
- Argento all'ISTAF Berlin ( Berlino), 100 m piani - 10"15
- Bronzo al Golden Gala ( Roma), 100 m piani - 10"05

2003
- 5º alla World Athletics Final ( Monaco), 100 m piani - 10"13
- Bronzo al Weltklasse Zürich ( Zurigo), 100 m piani - 9"99
- Oro al Prefontaine Classic ( Eugene), 100 m piani - 10"00
- Argento al Golden Spike ( Ostrava), 100 m piani - 10"09

2004
- 5º alla World Athletics Final ( Monaco), 100 m piani - 10"26
- Bronzo al Golden Gala ( Roma), 100 m piani - 10"21
- 4º al Memorial Van Damme ( Bruxelles), 100 m piani - 10"09
- 7º al Weltklasse Zürich ( Zurigo), 100 m piani - 10"21

2005
- 5º al Prefontaine Classic ( Eugene), 100 m piani - 10"02
- 5º al Memorial Van Damme ( Bruxelles), 100 m piani - 10"16
- 8º al Golden Gala ( Roma), 100 m piani - 10"27
- 7º al Weltklasse Zürich ( Zurigo), 100 m piani - 10"32

2006
- 8º al Golden Spike ( Ostrava), 200 m piani - 21"53

2007
- Oro al DN Galan ( Stoccolma), 4×100 m - 39"22

2008
- 4º alla World Athletics Final ( Stoccarda), 100 m piani - 10"22
- Argento all'ISTAF Berlin ( Berlino), 100 m piani - 10"12
- 7º all'Herculis ( Monaco), 100 m piani - 10"14
- 6º al Golden Gala ( Roma), 100 m piani - 10"16
- 6º all'Athletissima ( Losanna), 100 m piani - 10"19
- 6º al Memorial Van Damme ( Bruxelles), 100 m piani - 10"22

2009
- 6º allo Shanghai Golden Grand Prix ( Shanghai), 100 m piani - 10"22
- Argento allo Shanghai Golden Grand Prix ( Shanghai), 200 m piani - 20"90
- 7º al DN Galan ( Stoccolma), 100 m piani - 10"10

2011
- 4º ai Bislett Games ( Oslo), 200 m piani - 20"56
- Argento all'ISTAF Berlin ( Berlino), 100 m piani - 10"01
- 4º al Golden Spike ( Praga), 100 m piani - 10"09
- 5º al Weltklasse Zürich ( Zurigo), 100 m piani - 10"09
- 4º al Golden Gala ( Roma), 100 m piani - 10"12

2012
- 4º al Weltklasse Zürich ( Zurigo), 100 m piani - 10"01
- 4º al Memorial Van Damme ( Bruxelles), 100 m piani - 10"03
- 4º al Golden Gala ( Roma), 100 m piani - 10"05
- Argento al Meeting international Mohammed VI d'athlétisme ( Rabat), 100 m piani - 10"17
- Argento al Golden Spike ( Ostrava), 100 m piani - 10"19
- Oro al Golden Spike ( Ostrava), 4×100 m - 38"59
- 8º allo Shanghai Golden Grand Prix ( Shanghai), 100 m piani - 10"34

2013
- Argento all'Athletissima ( Losanna), 100 m piani - 9"97
- 5º al Golden Gala Pietro Mennea ( Roma), 100 m piani - 10"07
- 7º al Memorial Van Damme ( Bruxelles), 100 m piani - 10"07
- Oro al Golden Spike ( Ostrava), 100 m piani - 10"08
- 5º all'Herculis ( Monaco), 100 m piani - 10"08
- Argento al Meeting international Mohammed VI d'athlétisme ( Rabat), 100 m piani - 10"10
- Argento all'ISTAF Berlin ( Berlino), 100 m piani - 10"15

2014
- Oro in Coppa continentale ( Marrakech), 4×100 m - 37"97
- Bronzo in Coppa continentale ( Marrakech), 4×400 m - 3'02"78
- Argento al Glasgow Grand Prix ( Glasgow), 100 m piani - 9"96
- Bronzo al Meeting Areva ( Saint-Denis), 100 m piani - 10"10
- Bronzo al Golden Spike ( Ostrava), 100 m piani - 10"12
- Oro al Meeting international Mohammed VI d'athlétisme ( Rabat), 100 m piani - 10"13
- 4º ai Bislett Games ( Oslo), 100 m piani - 10"13
- 4º all'Athletissima ( Losanna), 100 m piani - 10"13
- 4º al Golden Gala Pietro Mennea ( Roma), 100 m piani - 10"15
- 9º al Memorial Van Damme ( Bruxelles), 100 m piani - 10"19
- 5º allo Shanghai Golden Grand Prix ( Shanghai), 100 m piani - 10"25
- 7º al Birmingham Grand Prix ( Birmingham), 100 m piani - 10"38

2015
- 4º al Prefontaine Classic ( Eugene), 100 m piani - 9"99
- 4º al Doha Diamond League ( Doha), 100 m piani - 10"03
- 5º al Meeting Areva ( Saint-Denis), 100 m piani - 10"05
- 5º al Golden Gala Pietro Mennea ( Roma), 100 m piani - 10"07
- 6º all'Athletissima ( Losanna), 100 m piani - 10"08
- 8º ai London Anniversary Games ( Londra), 100 m piani - 10"09
- Oro all'ISTAF Berlin ( Berlino), 100 m piani - 10"13

2016
- Oro all'ISTAF Berlin ( Berlino), 100 m piani - 10"07
- 4º al Weltklasse Zürich ( Zurigo), 100 m piani - 10"10
- Oro al Birmingham Grand Prix ( Birmingham), 100 m piani - 10"11
- 6º al Meeting de Paris ( Saint-Denis), 100 m piani - 10"12
- 4º allo Shanghai Golden Grand Prix ( Shanghai), 100 m piani - 10"17
- 5º all'Athletissima ( Losanna), 100 m piani - 10"24
- 5º ai London Anniversary Games ( Londra), 4×100 m - 38"35

2017
- 5º ai London Anniversary Games ( Londra), 100 m piani - 10"20
- 6º allo Shanghai Golden Grand Prix ( Shanghai), 100 m piani - 10"30
- 7º all'ISTAF Berlin ( Berlino), 100 m piani - 10"32
- 8º al Doha Diamond League ( Doha), 100 m piani - 10"33
- 8º al Memorial Van Damme ( Bruxelles), 100 m piani - 10"50
- 8º all'Athletissima ( Losanna), 100 m piani - 10"77

2018
- 8º all'ISTAF Berlin ( Berlino), 100 m piani - 10"45